# Bürgerbuschbach
Der Bürgerbuschbach ist ein knapp vier Kilometer langer rechter und östlicher  Zufluss der Dhünn. 

## Geographie

### Verlauf
Der Bürgerbuschbach entspringt in Leverkusen-Bruchhausen in einer Auenlandschaft aus mehreren Quellzuläufen nördlich und südlich der E37. Am östlichen Rande vom Bürgerbusch, einem Waldgebiet in Leverkusen, vereinigen sich die beiden Hauptzweige des Baches. Er fließt nun in südwestlicher Richtung und nimmt nach etwa 250 Meter den kleinen Bruchhauser Bach auf. Etwas später wird der Bach zu einem ungefähr 600 Meter langen Teich gestaut, dem sich gleich darauf ein zweiter kleinerer Teich anschließt. Kurz danach wird er vom Kreuzbroicher Bach gespeist. Nachdem er das Waldgelände verlassen hat, durchquert er den kleinen Alkenrather Weiher, unterquert die Alkenrather Straße  und durchfließt die Grünanlagen nördlich der Wilhelm-Leuschner-Straße. Nach der Unterquerung der Bahnanlagen mündet er schließlich verrohrt, nördlich des auf der anderen Uferseite liegenden Hemmelrather Hofes, bei Fluss-Kilometer 5.45, von rechts in die Dhünn.

### Zuflüsse
Zu den Zuflüssen des Bürgerbuschbach gehören (flussabwärts betrachtet)
- Bruchhauser Bach (links), 0,656 km
- Kreuzbroicher Bach (links), 0,357 km

### Flusssystem Dhünn
- Liste der Fließgewässer im Flusssystem Dhünn